# Leucón III
Leucón III (en griego antiguo: Λεύκον)  fue un soberano hipotético y corregente del reino del Bósforo con su hermano, el rey Espártoco VI hacia el 150 a. C.

## Hipótesis
Según una de las hipótesis formuladas sobre la sucesión de los reyes espartócidas del siglo a. C.., un soberano llamado Espártoco VI (160/150 a. C.) sería hijo de Perisades IV, y reinaría conjuntamente con su hermano Leucón III, al cual sucedió Perisades V, hijo de uno de los dos.
La existencia de Leucón III está unida a una antigua interpretación de la datación de una moneda cuyo tipo fue juzgado posterior a los dos otros soberanos llamados Leucón. En estas condiciones, no puede ser que una moneda de Leucón II, corresponda a «Leucón hijo de Perisades».